# Comuna Kozîn, Mîronivka
Kozîn (în ucraineană Козин) este o comună în raionul Mîronivka, regiunea Kiev, Ucraina, formată din satele Kozîn (reședința), Kuteliv și Saliv.

## Demografie
Componența lingvistică a comunei Kozîn
     Ucraineană (97,09%)
     Rusă (2,17%)
     Alte limbi (0,3%)
Conform recensământului din 2001, majoritatea populației comunei Kozîn era vorbitoare de ucraineană (97,09%), existând în minoritate și vorbitori de rusă (2,17%).